# Décès en septembre 1921
Décès
- 1917
- 1918
- 1919
- 1920
- 1921
- 1922
- 1923
- 1924
- 1925

Pour une information complémentaire, voir la page d'aide.

| Date         | Nom                        | Pays                      | Activités           | Âge | Source |
| ------------ | -------------------------- | ------------------------- | ------------------- | --- | ------ |
| 8 septembre  | Georgia Timken Fry         | Drapeau des États-Unis    | Peintre américaine. | 57  |        |
| 15 septembre | Roman von Ungern-Sternberg | Drapeau de l'Empire russe | Militaire russe.    | 35  |        |